# أولاد اصخر (سيدي علال الشريف)
أولاد اصخر هو دُوَّار يقع بجماعة العوامرة، إقليم العرائش، جهة طنجة تطوان الحسيمة في المملكة المغربية. ينتمي الدوّار لمشيخة سيدي علال الشريف التي تضم 4 دواوير. يقدر عدد سكانه بـ 2793 نسمة حسب الإحصاء الرسمي للسكان والسكنى لسنة 2004.
ولاد صخار تطالب بإصلاح طريق البحر 

## روابط خارجية
- البوابة الوطنية للجماعات الترابية
- المندوبية السامية للتخطيط